# Albertino Piazza da Lodi

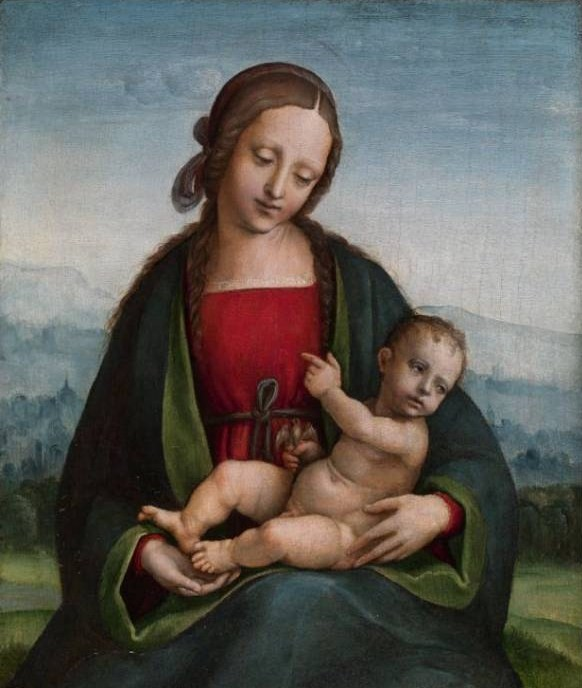
Virgen del Jilguero.

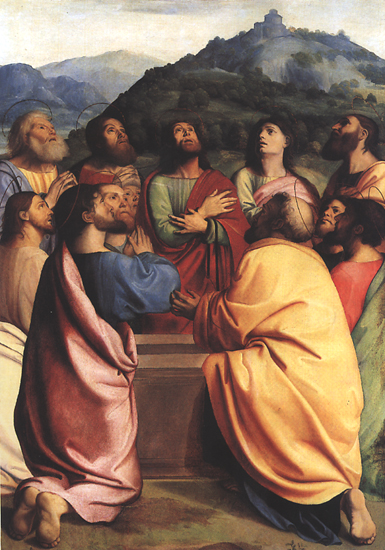
Apóstoles en torno al Sepulcro.

Alberto Piazza, conocido como Albertino Piazza da Lodi (1490 - 1529), fue un pintor italiano del Renacimiento que trabajó en Lombardía.

## Biografía
Hijo de Gian Giacomo, un terrateniente que poseía tierras en Bertonico y Turano, su hermano Martino fue también pintor. Aunque trabajaron codo con codo en el mismo taller, los estilos de ambos hermanos son perfectamente diferenciables. Albertino viajó para ampliar sus conocimientos en el arte. En 1517 estaba en Savona, donde realizó los retratos de doce obispos, ahora perdidos. Albertino desarrolló un estilo de tinte clasicista, más conservador que el Martino, especializándose en encargos religiosos de gran formato, mientras que su hermano mayor se centró en obras de pequeñas dimensiones encargadas por comitentes particulares.
Ambos hermanos realizaron conjuntamente algunos encargos importantes, como el Políptico Berinzaghi de la iglesia de la Incoronata en Lodi (1514).
Albertino tuvo contacto con la escuela pictórica que se desarrollaba en Pavía por aquellos tiempos, así como con el trabajo de Rafael y los leonardescos a través de Bernardino Zenale. También estuvo familiarizado con la obra de Vincenzo Foppa, el líder de la escuela lombarda más tradicionalista.
A la muerte de los dos hermanos, el taller familiar siguió en funcionamiento dirigido por los hijos de Martino: Cesare, Scipione y sobre todo, Callisto. La dinastía siguió con el hijo de este último, Fulvio (1536-d. 1579).

## Obras destacadas
- San Bassiano y San Juan Bautista (Galería de la Academia, Viena)
- Disputa de San Antonio Abad (Museo Civico, Lodi)
- Adoración de los Reyes Magos (Colección Salamon)
- Virgen de la Leche (Iglesia parroquial, Ombriano)
- San Jerónimo penitente (Staatliche Museen, Berlín)
- Adoración del Niño Jesús (Castello Sforzesco, Milán)
- Visitación (Palazzo Vescovile, Crema)
- Apóstoles en torno al Sepulcro (Staatliche Museen, Berlín)
- Muerte de la Virgen (Seminario vescovile, Lodi)
- Virgen con el Niño y San Juanito (Colección Lederer, Viena)
- Virgen de la Anunciación (Colección privada, Milán)
- Ángel de la Anunciación (Colección privada, Milán)
- Asunción de la Virgen coronada entre los santos Juan Evangelista y Catalina de Alejandría (Duomo de Lodi)
- Esponsales místicos de Santa Catalina y San Juanito (Accademia Carrara, Bergamo)
- San Jerónimo entre San Pedro y San Pablo (Fondazione Banca Popolare, Lodi)
- Virgen del Jilguero (Whitfield Fine Art, Londres)
- Políptico Berinzaghi (1514, Incoronata, ahora en el Museo Civico, Lodi)
- Virgen con el Niño, San Juanito y los santos Inés, Catalina, Jerónimo, Mauricio (?), Ambrosio y el arcángel Miguel (1515, Fondazione Banca Popolare, Lodi)
- Coronación de la Virgen (1519, Incoronata, Lodi)
- Políptico Galliani (1520, Sant'Agnese, Lodi)